# Congo aux Jeux olympiques d'été de 2020
La république du Congo participe aux Jeux olympiques de 2020 à Tokyo au Japon. Il s'agit de sa 13e participation à des Jeux d'été.
La sprinteuse Natacha Ngoye Akamabi est nommée porte-drapeau de la délégation congolaise.

## Athlètes engagés
| Sport      | Hommes | Femmes | Total |
| ---------- | ------ | ------ | ----- |
| Athlétisme | 1      | 1      | 2     |
| Natation   | 0      | 1      | 1     |
| Total      | 1      | 2      | 3     |

## Résultats

### Athlétisme
La République du Congo bénéficie d'une place attribuée au nom de l'universalité des Jeux. Natacha Ngoye Akamabi, double fois médaillée d’or aux Jeux de la Francophonie à Abidjan en Côte d'Ivoire, participe aux 100 mètres tandis que Afoumba, athlète basé en France,  participe au 400 mètres.
| Athlète                | Épreuve        | Tour préliminaire | Tour préliminaire | 1er tour | 1er tour | Demi-finale | Demi-finale | Finale   | Finale   |
| Athlète                | Épreuve        | Temps             | Rang              | Temps    | Rang     | Temps       | Rang        | Temps    | Rang     |
| ---------------------- | -------------- | ----------------- | ----------------- | -------- | -------- | ----------- | ----------- | -------- | -------- |
| Natacha Ngoye Akamabi  | 100 m féminin  | 11 s 47           | 1re               | 11 s 52  | 6e       | Éliminée    | Éliminée    | Éliminée | Éliminée |
| Gilles Anthony Afoumba | 400 m masculin | Non disputé       | Non disputé       | 46 s 3   | 6e       | Éliminé     | Éliminé     | Éliminé  | Éliminé  |

### Natation
Le comité bénéficie de place attribuée au nom de l'universalité des Jeux.
| Athlète        | Épreuve         | Séries  | Séries | Demi-finales | Demi-finales | Finale   | Finale   |
| Athlète        | Épreuve         | Temps   | Rang   | Temps        | Rang         | Temps    | Rang     |
| -------------- | --------------- | ------- | ------ | ------------ | ------------ | -------- | -------- |
| Stefan Sangala | 50 m nage libre | 37 s 92 | 81e    | Éliminée     | Éliminée     | Éliminée | Éliminée |